# ダニエル・ロステン
ダニエル・ロステン (Daniel Rostén、1977年4月26日 - )は、スウェーデンのヘヴィメタルミュージシャン。ブラックメタルの分野で活動しており、フューネラル・ミストにおいて、ボーカル、ギター、ベースを担当するフロントマンであり、Triumphatorでボーカル、ギターを担当している。この2バンドでは、アリオク (Arioch)というステージネームを使用している。また、2004年よりマーダックのリードボーカリストとしても活動しており、こちらではモルトゥース (Mortuus)というステージネームを使用している。音楽活動に加えて、Holy Poison Designというグラフィックデザイン会社を経営している。

## 略歴

### 活動初期 (1993-2004)
1993年から、Windsというソロプロジェクトを立ち上げる。しかし、このソロプロジェクトはデモテープ等をリリースすることもなく、その後消滅している。1994年夏にベーシストとして、フューネラル・ミストに加入。アリオク (Arioch)というステージネームを使い始める。1995年に1stデモテープ『Promo '95』、2ndデモテープ『Darkness』のリリースを行うが、1996年夏頃までにアリオクを除くメンバーが脱退し、同年夏から秋にかけてレコーディングされた3rdデモテープ『Havoc』はアリオクがボーカル、ギター、ベースを兼任し、新加入したNecromorbusがドラムセットを担当した。1997年からは、Triumphatorというブラックメタルバンドに加入し、ボーカルとギターを担当する。また、フランスのAntaeusの楽曲「Sanctus」(『De Principii Evangelikum』収録)の作詞を行っている。

### マーダック加入後 (2004-)
2004年から、リージョンの脱退したマーダックに後任として加入。9thアルバム『Plague Angel』から参加した。マーダックの中心人物であるモルガン・ホーカンソンは、Triumphatorの楽曲「Heralds of Pestilence」の作詞を行っていた。マーダックでは、モルトゥース (Mortuus)というステージネームを使用している。モルトゥースは、マーダックでは前任のリージョンとは明らかに異なったボーカルスタイルを用いている。これは、ホーカンソンがロステンに電話で加入の連絡した、フューネラル・ミストにおける彼のボーカルとしての技能による。熟慮の末、ロステンはホーカンソンのオファーを受け、マーダックに加入した。前任者のリージョンとは対照的に、ホーカンソンは、ロステンはマーダックの歌詞への彼の熱意を共有していたと語った。それは、特に聖書の説話、第三帝国史、第二次世界大戦のような問題の題材によって構築された歌詞である。
2012年には、フランスのMerrimackのアルバム『The Acausal Mass』にゲストボーカルとして参加した。Merrimackのメンバー、Perversifier (G)はロック・ハード誌の記者、Jan Jaedikeに次のように語っている。「MerrimackはMerrimackの作品のいくつかと"モルトゥースの参加するマーダックの少なくとも快適なもの"と比較した。彼の名前を有名にするために使いたくなかったので、彼はアルバムのブックレットには述べられていない。」

## ディスコグラフィー

### フューネラル・ミスト
フューネラル・ミスト#ディスコグラフィーを参照

### Triumphator
- The Triumph of Satan (1996)
- The Ultimate Sacrifice (1999)
- Wings of Antichrist (1999)

### Antaeus
- De principii evangelikum (lyrics for Sanctus, 2002)

### マーダック
- Plague Angel (2004)
- Deathmarch (2004)
- Warschau (2006)
- Rom 5:12 (2007)
- Wormwood (2009)
- Iron Dawn (2011)
- Serpent Sermon (2012)

### Merrimack
- The Acausal Mass (guest vocals, 2012)[5]